# Alfred von Glehn
Alfred von Glehn   (Tallinn, 6 de gener de 1858 (Julià) - Berlín, 12 de desembre de 1927) fou un violoncel·lista rus.
Estudiant de Karl Davídov, intèrpret brillant, virtuós, músic erudit amb un gust delicat i un sentit orgànic de la naturalesa i les possibilitats del violoncel, va actuar amb èxit a ciutats com Leipzig, Dresden, Viena, París, Londres. A.E. von Glen va tocar en un trio amb els pianistes Serguei Tanéiev, Aleksandr Ziloti, Vassili Safónov, i els violinistes Leopold Auer i Jan Hřímalý.
Va dirigir les classes de violoncel, contrabaix i conjunt de cambra a l'Escola de Música de Kharkov (1882-1890) i, el 1888, va organitzar una orquestra simfònica estudiantil a la Universitat de Kharkov, convertint-se en el seu director. El 1890, a invitació de V. Safonov, es va convertir primer en professor i aviat en assistent del rector del Conservatori de Moscou. Entre els estudiants més destacats d'AE von Glen hi ha els violoncel·listes K. A. Minyar-Beloruchev, Kazimierz Vilkomirsky, Mogilevsky, Abram Ilitx, Gregor Piatigorsky, Sergei Petrovich Shirinsky, Lev Aronson i el compositor Aleksandr Krein.
El 1921 va deixar Rússia i va ensenyar durant un temps a Tallinn. Des del 1925 fins al final de la seva vida va ser professor del Conservatori Klindworth-Scharvenki de Berlín.